# Kabacan
Kabacan (Bayan ng Kabacan) är en kommun i Filippinerna. Kommunen ligger på ön Mindanao, och tillhör provinsen Cotabato. Folkmängden uppgår till 61 998 invånare.

## Barangayer
Kabacan är indelat i 24 barangayer.
| - Aringay - Bangilan - Bannawag - Buluan - Cuyapon - Dagupan - Katidtuan - Kayaga - Kilagasan - Magatos - Malamote - Malanduague | - Nanga-an - Osias - Paatan Lower - Paatan Upper - Pedtad - Pisan - Poblacion - Salapungan - Sanggadong - Simbuhay - Simone - Tamped |